# Yvon Petit
Pour les articles homonymes, voir Petit.
Yvon Petit est un rameur d'aviron français né le 14 octobre 1945 à Nantes et mort le 14 février 2014 à Pornic.

## Biographie
Yvon Petit intègre le Cercle de l'aviron de Nantes en 1959 ; il sera plusieurs fois champion de France.
Il participe aux Jeux olympiques d'été de 1968 à Mexico, où il termine 9e de l'épreuve de quatre sans barreur= ; il dispute également les Championnats d'Europe 1967 à Vichy et les Championnats d'Europe 1969 à Klagenfurt.
Il se marie avec la céiste France Gaud.
Il est par la suite entraîneur d'aviron du bataillon de Joinville de 1971 à 1975, remportant un titre de champion du monde militaire en huit en 1972 et atteignant une demi-finale en huit aux Jeux olympiques de Munich en 1972 (1972) ; il entraîne aussi les équipes de France de pointe. Il est ensuite responsable des activités d'aviron au sein  de l'école supérieure de commerce de Paris ainsi que de la Chambre de commerce de Paris.
Il est également membre directeur de l'Association des internationaux d'aviron.